# AV-Link
AV-Link („AV.link“) ist ein auf dem Steckverbindungsstandard SCART basierendes, erweiterbares Verbindungssystem für die Zusammenschaltung von Audio-/Videogeräten (z. B. Fernsehgerät, Videorecorder, Satellitenempfänger) zur Übertragung analoger Audio- und Videosignale.

## Verfahren
Technische Basis ist die Zusammenschaltung von Geräten mittels Punkt-zu-Punkt-Verbindung. Diese Verbindung ist allgemein als SCART- oder in der Normung als Peritelevisions-Verbindung bekannt. Die Basisnorm EN 50049-1 legt mögliche Punkt-zu-Punkt-Verbindungen zwischen zwei AV-Geräten oder zwischen einem AV-Gerät und dem Bildwiedergabegerät (Fernsehempfänger oder Monitor) fest. In dieser Norm sind Signale, Steckertyp und -belegung festgelegt.
Die Verbindung mehrerer Geräte erfolgt bei AV-Link über eine kettenförmige Anordnung der Geräteverbindungen. Deswegen finden sich in der Regel mehrere Buchsen an einem Gerät. Damit kann eine Vielzahl von Geräten an einem Bus arbeiten. Die Verschaltung und das zugehörige Protokoll ist in den Normen der Reihe EN 50157 „AV-Link“ beschrieben, die eine Ergänzung zur EN 50049-1 darstellen.

## Name
AV-Link ist eine Abkürzung für Audio/Video-Link und geht auf eine Entwicklung der Firma Philips zurück. Die meisten Hersteller verwenden einen eigenen Markennamen für ihre Implementation des Standards:
- Q-Link bei  Panasonic
- Smart Link, Next View Link bei Sony
- Digital Link Plus bei Loewe
- T-V Link bei JVC
- Megalogic bei Grundig
- DATA LOGIC bei Metz

Das Protokoll zur Aufschaltung von Geräten auf einen gemeinsamen Bus zur Verbindung von Audio-/Videogeräten wurde bei der digitalen Verbindung von Geräten mittels HDMI übernommen und heißt dort Consumer Electronics Control (CEC).

## Funktionen
Die Funktionen des AV-Link hängen von den Fähigkeiten der Geräte ab.
Möglich sind:
- einschalten des TV (von Standby) beim Einlegen einer (Kauf-)Videokassette oder DVD in das Abspielgerät
- umschalten des TV auf den Scarteingang, wenn beim VCR oder DVD Play gedrückt wird (zum Teil aber auch über Schaltspannung)
- direkte Aufnahme des laufenden TV-Programms vom VCR oder DVD-Recorder mit nur einer Taste (TV als Empfänger für Recorder)
- Übernahme der Senderkanäle von TV auf VCR oder DVD-Recorder oder umgekehrt
- Umschaltung von 4:3 und 16:9 (zum Teil aber auch über Schaltspannung)

## Normen und Standards

### Deutsche Fassung
- DIN EN 50049-1:1998 Kennwerte für die Kleinsignalverbindung zwischen elektronischen Geräten für den Heimgebrauch und ähnliche Anwendungen: Peritelevision-Verbindung. Deutsche Fassung der EN 50049-1:1997 + A1:1998. Veröffentlicht November 1998.
- DIN EN 50157-1:1999-05 Kennwerte für die Kleinsignalverbindung zwischen elektronischen Geräten für den Heimgebrauch und ähnliche Anwendungen: AV.link – Teil 1: Allgemeines; Deutsche Fassung EN 50157-1:1998
- DIN EN 50157-2-1:1999-05 Kennwerte für die Kleinsignalverbindung zwischen elektronischen Geräten für den Heimgebrauch und ähnliche Anwendungen: AV.link – Teil 2-1: Qualitatives Anpassen von Signalen und automatisches Auswählen von Signalquellen; Deutsche Fassung EN 50157-2-1:1998
- DIN EN 50157-2-2:1999-05 Kennwerte für die Kleinsignalverbindung zwischen elektronischen Geräten für den Heimgebrauch und ähnliche Anwendungen: AV.link – Teil 2-2: Grundlegende systemorientierte Befehle; Deutsche Fassung EN 50157-2-2:1998
- DIN EN 50157-2-3:1999-05 Kennwerte für die Kleinsignalverbindung zwischen elektronischen Geräten für den Heimgebrauch und ähnliche Anwendungen: AV.link – Teil 2-3: Systemorientierte Anwendung; Deutsche Fassung EN 50157-2-3:1998